# Joseph Delfosse
Joseph Delfosse, né en 1888 à Bellaire et mort en 1970 à Liège, est un peintre, graveur et dessinateur belge.

## Biographie
Joseph Delfosse, né le 2 avril 1888, est menuisier à Jupille pendant la journée et suit des cours du soir à l'Académie royale des beaux-arts de Liège, où il étudie entre 1903 et 1913,,,,. Il y suit les cours d'Adrien De Witte et de François Maréchal,,,,,,.
Sander Pierron détaille dans son ouvrage L'École de Gravure de Liège les débuts de Joseph Delfosse en tant que graveur : « [...] le professeur de Witte vit ses premiers croquis originaux, tracés à la plume selon la vision et la technique d'un graveur. Le vieux maître donna alors à l'élève une plaque, puis une seconde, puis une autre encore, avec un burin, une échoppe... Et il lui conseilla de copier directement sur cuivre quelque coin de son hameau de Bellaire, là-haut, sur les plateaux dominant la Meuse serpentante. C'est ce que Joseph Delfosse fit [...] le dimanche, puisque toute la journée il était devant son établi, chez son patron l'entrepreneur. » Adrien de Witte l'encourage à conserver son travail comme menuisier tant que sa production artistique ne lui rapporte pas de quoi vivre.
Joseph Delfosse se forme également dans l'atelier du peintre Édouard Masson (1881-1950),,,. Il est membre du cercle d’art « L’Envol » qui est actif de juillet 1920 à avril 1925, créé par Edmond Delsa afin de promouvoir la peinture wallonne, au coté d’artistes comme Camille Bottin, Marcel Caron, Robert Crommelynck, Marcel de Lincé, Adrien Dupagne, Élysée Fabry, Marcel Goossens, Richard Heintz, Marcel Jaspar, Joseph Koenig, Auguste Mambour, Emmanuel Meuris et Albert Raty.
Entre 1919 et 1921, il quitte la Belgique pour se rendre en France, où il travaille comme menuisier pendant plusieurs années à Reims pour le compte d'un entrepreneur liégeois qui participe à la reconstruction de la ville,,. Durant son séjour, il réalise de nombreuses gravures des destructions provoquées par la Première Guerre mondiale à Reims et à Verzy. À partir de 1926, il séjourne à Paris,,, ; il est membre de la Société des Graveurs français,, et il participe aux expositions des Indépendants,. De retour en Belgique en 1929, il devient professeur de gravure à l'institut supérieur des beaux-arts Saint-Luc à Liège,,,,.

## Œuvre

### Style et techniques artistiques
Il réalise des peintures, gravures et dessins. Il représente souvent des paysages fluviaux et industriels,,,. Ses œuvres révèlent une technique sobre et une inspiration réaliste, où se reflète l'influence de ses maîtres de l'Académie royale des beaux-arts de Liège, Adrien De Witte et François Maréchal comme le décrit avec justesse Jules Bosmant, : « Joseph Delfosse, modeste et retenu, semble le plus digne successeur des de Witte et des Maréchal. Ses planches de Reims ou de Jupille révèlent une honnêteté technique, une inspiration réaliste qui l'apparentent directement à ses maîtres. Ses œuvres se recommandent par une probité ennemie des petites habiletés et des gros effets trompeurs ; elles poursuivent simplement la transcription scrupuleuse de l'objet ou du site choisis. Cependant cette fidélité ne va pas jusqu'à la minutieuse sécheresse ; elle n'empêche pas que transparaisse on ne sait quelle douceur wallonne, quelle sagesse morale qui donnent à l'œuvre un prix très particulier. »
Sander Pierron détecte les mêmes influences initiales d'Adrien De Witte et François Maréchal mais observe que Joseph Delfosse s'en dégage peu à peu : « Au commencement le trait était souvent maigre et l'observation trop objective ; on sentait que Delfosse s'efforçait d'être exact et prétendait ne rien négliger des éléments du paysage urbain ou rural qu'il copiait avec une consciencieuse application. Depuis lors, sa sensibilité aidant, et grâce à la connaissance approfondie du métier, il en est arrivé à ne plus subordonner son émotion au scrupuleux rendu du motif choisi. Son contour est devenu plus gras, sa technique plus libre, sa forme plus large. Il a conservé, certes, sa minutie, son souci de ne rien négliger de ce qu'il voit ; pourtant cette minutie ne touche jamais à la mièvrerie, l'artiste négligeant le détail pour s'attacher à l'ensemble, il est comme un des traits du visage de la nature que Delfosse consulte avec une attention affectueuse. »

### Catalogue et musées
Des œuvres de Joseph Delfosse sont présentes dans les collections du Musée de l'art wallon (La Boverie), du Musée de la Vie wallonne et de la Province de Liège,.

## Expositions
Il est membre du Cercle royal des Beaux-Arts de Liège, et il y expose de 1923 à 1954,,.
- 1933 : Le Visage de Liège, du 23 septembre au 23 octobre, Palais des Beaux-Arts, Liège[8].
- 1939 : Exposition de la gravure liégeoise, Musée des Beaux-Arts, Liège[13].
- 1945 : Salon quatriennal & Artistes vivants, collections privées, architecture et urbanisme, du 1er au 21 septembre, Musée des Beaux-Arts, Liège[8].
- 1948 : Delfosse Joseph, Eubelen Jean, Scauflaire Edgar, Wéry Maurice, du 22 février au 4 mars, Association pour le progrès intellectuel et artistique en Wallonie (A.P.I.A.W.), Liège[14].
- 1954 : Joseph Delfosse, du 17 au 28 janvier, Cercle royal des Beaux-Arts, Liège[15].
- 1977 : Gravures du 16e au 20e siècle, du 29 septembre au 2 décembre, Cabinet des Estampes et des Dessins, Liège[13].
- 1992 : Le Cercle royal des Beaux-Arts de Liège 1892-1992, du 18 septembre au 20 avril 1993, Cercle royal des Beaux-Arts, Liège[3].
- 1997 : Talents d’hier et d’aujourd’hui, du 3 octobre au 15 novembre, Générale de Banque, Liège[13].
- 2021 : La nature en gravures, juin, chapelle des Sépulcrines, Visé (Liège)[6],[16].
- 2025 : L’œuvre gravé de Joseph Delfosse, du 9 au 26 janvier, chapelle des Sépulcrines, Visé[17].

## Prix et distinctions
- Entre 1919 et 1926 : médaille d'or de l'Académie de Reims[3].
- 1949 : prix de la gravure de la Province de Liège[3].

## Réception critique
« Petit à petit, depuis le jour où, jeune homme, il s'asseyait sur les bancs de l'Académie, Joseph Delfosse s'est créé un chemin, d'abord sous la férule de maîtres de talent, ensuite à l'étranger où il regarde de ses yeux grands ouverts, enfin seul avec lui-même. Delfosse est un isolé dans l'histoire de la gravure liégeoise ; son style, son esprit sont nettement en marge des cénacles et des écoles. Cet homme qui a eu le courage et la sagesse de conserver un métier manuel, a trouvé la récompense de ses efforts dans une sérénité dont il a empreint toute son œuvre, véritable hymne de joie et d'amour de la nature. »

— Eugène Rouir